# Anthurium crassiradix
Anthurium crassiradix är en kallaväxtart som beskrevs av Thomas Bernard Croat. Anthurium crassiradix ingår i släktet Anthurium och familjen kallaväxter.

## Underarter
Arten delas in i följande underarter:
- A. c. crassiradix
- A. c. purpureospadix